# Santa María del Pórtico en Campitelli (título cardenalicio)
El título cardenalicio de Santa María del Pórtico en Campitelli fue creado por el Papa Alejandro VII el 26 de junio de 1662 para reemplazar el título de Santa María en Pórtico de Octavia cuya iglesia se encontraba en ruinas.

## Titulares
- Francesco Maidalchini (26 de junio de 1662 - 11 de octubre de 1666)
- Luis II de Vendôme (18 de julio de 1667 - 12 de agosto de 1669)
- Vacante ( 1669 - 1671 )
- Gaspare Carpegna título pro hac vice (23 de febrero de 1671 - 18 de marzo de 1671)
- Vacante ( 1671 - 1673 )
- Felice Rospigliosi (27 de febrero de 1673 - 17 de julio de 1673)
- Girolamo Casanata (17 de julio de 1673 - 2 de diciembre de 1675)
- Vacante ( 1675 - 1681 )
- Benedetto Pamphilj (22 de septiembre de 1681 - 30 de abril de 1685)
- Vacante ( 1685 - 1690 )
- Luigi Omodei (10 de abril de 1690 - 18 de agosto de 1706)
- Vacante ( 1706 - 1724 )
- Melchior de Polignac (27 de septiembre de 1724 - 20 de noviembre de 1724)
- Vacante ( 1724 - 1728 )
- Carlo Collicola (10 de mayo de 1728 - 20 de octubre de 1730)
- Vacante ( 1730 - 1734 )
- Giacomo Lanfredini (12 de abril de 1734 - 16 de mayo de 1741)
- Carlo Maria Sacripante (29 de mayo de 1741 - 10 de abril de 1747)
- Enrique Benedicto Estuardo (31 de julio de 1747 - 16 de septiembre de 1748 ); título pro hac vice (16 de septiembre de 1748 - 18 de diciembre de 1752); in commendam (18 de diciembre de 1752 - 12 de febrero de 1759)
- Flavio Chigi (12 de febrero de 1759 - 12 de julio de 1771)
- Vacante ( 1771 - 1775 )
- Ignazio Gaetano Boncompagni-Ludovisi (18 de diciembre de 1775 - 29 de enero de 1787)
- Filippo Carandini (23 de abril de 1787 - 12 de septiembre de 1794)
- Vacante ( 1794 - 1803 )
- Charles Erskine de Kellie (28 de marzo de 1803 - 20 de marzo de 1811)
- Vacante ( 1811 - 1816 )
- Stanislaus Sanseverino (23 de septiembre de 1816 - 21 de marzo de 1825)
- Vacante ( 1825 - 1829 )
- Belisario Cristaldi (21 de mayo de 1829 - 25 de febrero de 1831)
- Vacante ( 1831 - 1838 )
- Adriano Fieschi (17 de septiembre de 1838 - 27 de enero de 1843)
- Lodovico Altieri, título pro hac vice (24 de noviembre de 1845 - 17 de diciembre de 1860)
- Vacante ( 1860 - 1863 )
- Francesco Pentini (19 de marzo de 1863 - 17 de diciembre de 1869)
- Vacante ( 1869 - 1875 )
- Bartolomeo Pacca iuniore (23 de septiembre de 1875 - 14 de octubre de 1880)
- Francesco Ricci Paracciani (30 de marzo de 1882 - 1 de junio de 1891)
- Vacante ( 1891 - 1894 )
- Francesco Segna (21 de mayo de 1894 - 4 de enero de 1911)
- Giovanni Battista Lugari (30 de noviembre de 1911 - 31 de julio de 1914)
- Francis Aidan Gasquet, O.S.B. (6 de diciembre de 1915 - 18 de diciembre de 1924); título pro hac vice (18 de diciembre de 1924 - * 5 de abril de 1929)
- Vacante ( 1929 - 1935 )
- Massimo Massimi (19 de diciembre de 1935 - 18 de febrero de 1946); título pro hac vice (18 de diciembre de 1946 - 6 de marzo de 1954)
- Carlo Chiarlo, título pro hac vice (18 de diciembre de 1958 - 21 de enero de 1964)
- Charles Journet (25 de febrero de 1965 - 5 de marzo de 1973); título pro hac vice (5 de marzo de 1973 - 15 de abril de 1975)
- Corrado Bafile (24 de mayo de 1976 - 22 de junio de 1987); título pro hac vice (22 de junio de 1987 - 3 de febrero de 2005)
- Andrea Cordero Lanza di Montezemolo (24 de marzo de 2006 - 20 de junio de 2016 ); título pro hac vice (20 de junio de 2016 - 19 de noviembre de 2017)
- Michael Louis Fitzgerald (5 de octubre de 2019)